# 性暴力
性暴力（せいぼうりょく）とは、被害者との関係の如何を問わず、暴力または強制を伴った性行動や人身売買を行ったり、それらを行おうとしたりする行為を指す。類義語に性的暴行や性加害があり、後者は「同意のない性に関する加害行為全般」を指す用語として使用されている。
性暴力は平和な状況と武力紛争が起きている状況のどちらでも行われており、人権侵害のなかでも最も広範に発生し、トラウマを与えるものの1つであるとされている。

## 概要
性的暴行の最中に発生する殺人や、性的暴行への対応として行われる名誉殺人は、性暴力の要素のひとつである。こういった点から、被害者は不相応な苦しみを強いられている。あらゆる年齢の者が性暴力の被害者になりうる。また、両親、介護者、知人、見知らぬ他人、親密なパートナーのいずれであっても性暴力の加害者になりうる。性暴力が痴情による犯罪として発生することは稀であり、むしろ、加害者が自らの権威や優位を被害者に知らしめることを目的に行われることが頻繁にある。
あらゆる状況において性暴力の被害は大きな汚名であるとされていることから、その情報を開示する度合いは地域によって異なっている。一般的に性暴力は過少報告される現象であることから、これに関して公表されているデータは、この問題を実態より少なく見積もる傾向がある。加えて、性暴力は軽視されている研究分野でもあり、性暴力に反対する組織的な運動を展開するためには、より深く問題を理解することが不可欠である。ドメスティック・バイオレンスは、紛争と関わりのある性暴力とは区別される。大抵の場合、配偶者に性的な行為を強制する者は、相手と結婚していることが自らの行為を正当化すると信じている。
紛争が起きている状況では、免責の循環過程にある戦争の反響として性暴力が発生する傾向にある。しばしば、戦争の手段のひとつとして女性または男性を強姦することが行われる。これは敵に対する攻撃のひとつの方法であり、被害者の女性または男性を征服し、その体面を傷つけることの象徴として機能する。こういった行為は国際人権法、慣習法、国際人道法によって固く禁止されていても、これらの法律が執行される仕組みは、地球上の多くの地域で脆弱であり、存在しないも同然であることさえある。
男性への性暴力も明らかになってきており、旧ユーゴスラビア紛争の例では、強制収容所に拘束されていた5千人の男性のうち、80パーセントが収容所内で拷問としてレイプされたと報告されている。強制的に動員された戦闘員で構成されている軍や武装勢力は、組織の連帯感を高めるための手段として集団レイプを行う分析もある。
性暴力は公衆衛生上の深刻な懸念にもなっており、被害者の心身の健康に短期的・長期的な影響を及ぼしている。具体的には、性的または生殖上の健康におけるリスクの増加、自殺や自覚のない性感染症の感染のリスクまた性病パンデミックのリスクの増加が挙げられる。

## 定義
世界保健機関（WHO）は「世界の暴力と健康報告書」（2002年）の中で、性暴力を次のように定義している。：
「強制力を用いた個人の性に対するあらゆる性的な行為、性的な行為を得ようとする試み、不快な性的な発言や誘い掛け、売買行為、その他の指示のことを言い、被害者との関係性にかかわらずどのような人間によっても、家庭や職場に限らずどのような環境においても起こり得る」
WHOの性暴力の定義には、陰茎、その他の体の部位、または物を用いて、外陰部または肛門に物理的に強制された、あるいはその他の方法で強制された挿入行為として定義される強姦が含まれているが、これに限定されるものではない。性暴力は、多くの場合、被害者に耐え難い屈辱を与え、人間としての尊厳を傷つけることを目的とした意図的な行為である。性暴力の行為を他者に見せつける場合、そのような行為は、より大きなコミュニティを威嚇することを目的としている。
性暴力に含まれる他の行為には、口腔や陰茎、外陰部または肛門の間における強制的な接触などの様々な形態の性的暴行がある。また性暴力には、口腔や陰茎、外陰部または肛門の間における強制的な接触や、被害者と加害者の間における身体的接触を伴わない行為 ― 例えば、セクシャル・ハラスメント、脅迫、覗き ― が含まれている。
性暴力に関する強制は、力の程度があらゆる範囲に及ぶ可能性がある。身体的な力とは別に、心理的な脅迫、恐喝、その他の脅し ― 例えば、身体的な危害を加える、仕事を解雇される、あるいは求めている仕事に就けないといった脅し ― が含まれることもある。また、被害者が同意することができない場合 ― 例えば、泥酔している、薬物を服用している、眠っている、精神的に状況を理解できない場合など ― にも起こり得る。

そのような性暴力のより広範な定義は、国際法内にも見られる。国際刑事裁判所（ICC）のローマ規程は、第7条1項（g）において、「強姦、性的奴隷、強制売春、強制妊娠、強制断種、その他これらと同等の重要性を有するあらゆる形態の性暴力」が人道に対する犯罪であると定めている。性暴力は、裁判所が第7条の解釈と適用に用いるICCの「犯罪の構成要件」において、より詳細に説明されている。「犯罪の構成要件」では性暴力を次のように定めている。：
「力による、または力による脅しや強制によって、1人や複数の者に対して行われる性的性質の行為のこと、または1人や複数の者を性的性質の行為に従事させること。例えば、1人や複数、他の者に対して、暴力、強要、拘束、心理的抑圧、権力の濫用の恐怖によって、または強制的な状況を、または当該個人や個人の真正な同意を与える能力がないことを利用して、性的性質の行為に従事させることである」

## 日本での位置づけ
日本では、被害者側が求めていた処罰要件や罪名変更の改正刑法が2023年6月16日に成立し、「強制わいせつ罪」が「恐怖や驚がく」「虐待」「経済的・社会的地位に基づく影響力」により抵抗不能な「不同意わいせつ罪」となるなど変更があった。これは、過去110年で2度目である2017年以来の性犯罪に関する刑法改正となった。それまでは「暴行又は脅迫を用い」ること、「心神を喪失させ、若しくは抗拒不能にさせ」た状態で性交等やわいせつな行為におよんだ場合のみ犯罪となり、恐怖や社会的関係性ゆえに抵抗できない状態は含まれなかった。先進国では、性犯罪を「同意のない」性交や性行為と広く定義している。また「No means No」＝「嫌だは嫌だ」という状況との乖離を埋める改正であった。
性的同意の有無が犯罪の構成要件となり、同意のない性行為は不同意性交（強姦）やその他の性的暴行となる。
全国各地の支援センターではジャニーズの性加害問題のニュースをきっかけに男性の性被害の相談が増え、富山県では「あなたがイヤだと感じた性的行為は全て性暴力」、徳島県では「あなたが望まない性的な行為は、性暴力です」と資料を配付している状況にある。
一方で、芸能界を引退した男性（52）の代理人弁護士は、2025年5月に、テレビ局の設置した第三者委員会の報告書について「性暴力」という表現が適切では無いなどして、第三者委員会に対しWHO定義を採用したことについて漫然と使用していると批判した。そのうえで、「普通の日本人」や「一般的印象」として、「性暴力」の言葉については肉体的強制力を伴う凶悪な性行為であり、本人聞き取りではそのような行為は無かったと反駁した。

### 警察や司法での取り扱い
日本の裁判所や裁判官は、軽い判決を下したり、加害者を無罪放免したりしていることで批判されてきた。一部の日本の法執行機関が、レイプ被害者の報告や捜査への配慮に不足していると非難されてきた。日本の警察は、被害者がレイプを報告しないように促してきた。レイプ事件は警察によって逮捕されても、被害者の和解や低額の示談で終わるケースもある 。被害を訴えた被害者は、ソーシャルメディア上での反発や脅迫を受けている。